# El Gaada
El Gaada è un comune dell'Algeria, situato nella provincia di Mascara.